# Jurriën Timber
Jurriën David Norman Timber (Utreque, 17 de junho de 2001) é um futebolista neerlandês que atua como zagueiro ou lateral. Atualmente joga pelo Arsenal.

## Carreira do clube
Nascido na Holanda, Timber e seu irmão gêmeo Quinten Timber, que também é jogador de futebol, são descendentes de Aruba e Curaçau. A mãe deles, Marilyn, é de Aruba e seu pai é de Curaçao, ambas parte das ilhas ABC, no Caribe Neerlandês. Devido a situações passadas, a família assumiu o nome materno Timber em vez de assumir o sobrenome do pai Maduro. Os gêmeos também têm três irmãos mais velhos, Shamier, Chris e Dylan.

### Ajax
Timber fez sua estréia sênior pelo Ajax em uma vitória por 3-1 sobre o SC Heerenveen em 7 de março de 2020.
Ele marcou seu primeiro gol na carreira pelo Ajax contra o Emmen em 2 de maio de 2021. Foi o gol de abertura em uma vitória eventual por 4-0. O resultado confirmou o Ajax como campeão da Eredivisie pela 35ª vez.

### Arsenal
O Arsenal anunciou oficialmente em 14 de julho de 2023, a contratação de Jurrien Timber, que assinou um contrato de longa duração, estendendo-se até 2028. Embora os valores da transferência não tenham sido divulgados, a imprensa inglesa especula sobre um negócio que envolve 40 milhões de euros fixos, além de cinco milhões em objetivos desportivos.

## Seleção da Holanda
Foi selecionado para a seleção da Holanda para o Campeonato Europeu de Futebol de 2020. Ele fez sua estreia pela equipe em 2 de junho de 2021, em um amistoso contra a Escócia, como titular.

## Títulos
Ajax
- Eredivisie: 2020–21, 2021–22
- Copa dos Países Baixos: 2020–21

Arsenal
- Supercopa da Inglaterra: 2023

Países Baixos sub-17
- Campeonato Europeu de Futebol Sub-17: 2018[9]

### Prêmios individuais
- Revelação do Futebol Neerlandês do Ano: 2021–22